# Gebhard Rohner
Joseph Gebhard Rohner auch Gebhard Rohner-Zoller (* 25. August 1836 in Au SG; † 3. November 1908 ebenda; heimatberechtigt ebenda) war ein Schweizer Politiker. Er war zwischen 1900 und 1908 Mitglied des Kantonsrats (St. Gallen) für den Wahlkreis Rheintal. Er war der Vater von Anton Rohner.

## Leben
Rohner war der zweite von drei Söhnen des Joseph Rohner (1780–1853) und der Anna Maria (geb. Meier; 1802–1864), welche aus Goldach SG stammte. Er absolvierte eine Schneiderlehre und betrieb die Textilhandlung Gebh. Rohner in Au-Dorf. Am 13. Mai 1861 heiratete er Anna Maria Zoller, mit welcher er zwölf Kinder hatte, u. a. den Dominikaner und Philosophen Anton Rohner. Sein Urenkel war Albert Ziegler. R. diente seiner Heimatgemeinde auch viele Jahre als Gemeindeammann. Zuletzt war für drei Legislaturperioden von 1900 bis 1908 im Kantonsrat (St. Gallen) für den Wahlkreis Rheintal.